# Меерсман, Филип
Фили́п Меерсма́н (р. 1971) — бельгийский (фламандский) поэт, саунд-поэт, перформер, концептуальный художник, режиссёр, переводчик, куратор.

## Биография
Филип Меерсман родился в 1971 году. По образованию юрист.
Работает во фламандском Министерстве иностранных дел.
Принимал участие в различных фестивалях во Фландрии, Нидерландах, Италии, Франции, Австрии, Болгарии, Македонии, Румынии.

## Награды и премии
- Международная отметина имени отца русского футуризма Давида Бурлюка[2]